# Glossotrophia arenacea
Glossotrophia arenacea är en fjärilsart som beskrevs av Louis Beethoven Prout 1913. Glossotrophia arenacea ingår i släktet Glossotrophia och familjen mätare. Inga underarter finns listade i Catalogue of Life.